# Michael Lohscheller
Michael Lohscheller (sinh ngày 12 tháng 11 năm 1968) là giám đốc điều hành của Opel Automobile GmbH từ tháng 6 năm 2017 đến tháng 8 năm 2021, thành viên Hội đồng quản trị của Groupe PSA từ tháng 7 năm 2019 đến tháng 1 năm 2021, là thành viên hội đồng quản trị của Tập đoàn Stellantis (mới thành lập 16 tháng 1 năm 2021 từ Groupe PSA và Fiat Chrysler Automobiles) phụ trách 2 thương hiệu Opel và Vauxhall; ông cũng làm Giám đốc Tiếp thị Nhóm và Kiểm soát Bán hàng tại Volkswagen AG từ 2004 và Giám đốc tài chính của Tập đoàn Volkswagen Hoa Kỳ từ 2008. Năm 2021, ông được tập đoàn VinGroup bổ nhiệm làm Tổng giám đốc VinFast toàn cầu.

## Niên thiếu và đào tạo
Lohscheller học tại Đại học Khoa học Ứng dụng Osnabrück và Đại học Barcelona, tốt nghiệp chuyên ngành quản trị kinh doanh. Từ năm 1993 đến năm 1996, ông theo học ngành Quản trị tiếp thị Châu Âu tại Đại học Brunel ở London với bằng Thạc sĩ Nghệ thuật

## Sự nghiệp
Lohscheller bắt đầu sự nghiệp của mình năm 1992, làm kiểm soát viên tại Jungheinrich AG., sau đó là DaimlerChrysler.
Năm 2001, anh chuyển sang Mitsubishi Motors và kết thúc với vị trí Giám đốc tài chính.
Năm 2004, Lohscheller bắt đầu làm Giám đốc Tiếp thị Nhóm và Kiểm soát Bán hàng tại Volkswagen AG. Sau 4 năm, ông đảm nhận vị trí Giám đốc tài chính của Tập đoàn Volkswagen Hoa Kỳ.
Năm 2012 Lohscheller chuyển đến Adam Opel AG, nơi ông trở thành thành viên hội đồng quản trị.
Tháng 6 năm 2017, ông được thăng chức làm giám đốc điều hành của nhà sản xuất xe hơi, hiện đã được chuyển đổi thành Opel Automobile GmbH, kế nhiệm Karl-Thomas Neumann. Đến tháng 7/2021, ông là người đứng đầu Renault Đức, Áo và Thụy Sĩ. Người kế nhiệm ông tại Opel là Uwe Hochgeschurtz.
Năm 2019, ông nhận Giải thưởng Eurostar 2019 của Tạp chí ô tô Automotive News Europe, Giải thưởng MANBEST 2019 được bình chọn bởi Hội đồng giám khảo của Tổ chức AUTOBEST và Giải Manager of the Year 2019 của Tạp chí Autozeitung.
Tháng 7 năm 2021, tập đoàn Vingroup của Việt Nam thông báo rằng Lohscheller sẽ trở thành giám đốc điều hành của thương hiệu xe hơi Vinfast và chịu trách nhiệm tiếp thị thương hiệu trên toàn cầu. Ngày 18/11/2021, Michael Lohscheller cùng với David Lyon đã vén màn tiết lộ 2 mẫu xe ô tô điện VF e35 và e36 tại triển lãm ô tô Los Angeles 2021. Nhưng chỉ chưa đầy 6 tháng ông đã từ chức và trở về châu Âu.
Ngày 22 tháng 2 năm 2022, ông và tập đoàn xe điện Mỹ Nikola xác nhận rằng ông sẽ đảm nhiệm chức vụ chủ tịch (president) hãng này. Ngày 4 tháng 8 năm 2023, ông rời Nikola.

## Đời tư
Michael Lohscheller đã kết hôn và có 2 con. Michael Lohscheller là một người đam mê môn thể thao Marathon và đã từng tham gia hơn 100 cuộc thi.

## Hình ảnh

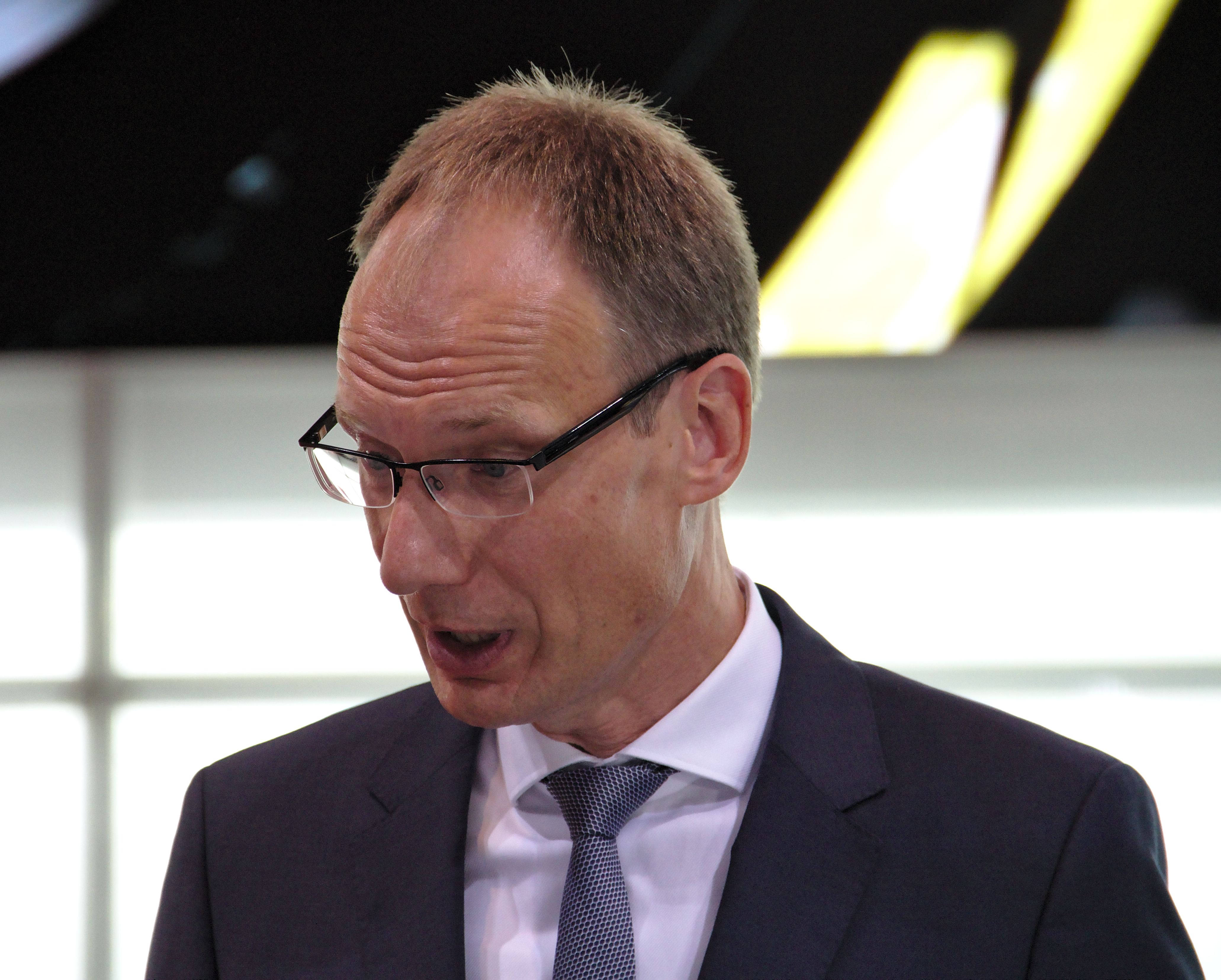
Michael Lohscheller tại IAA 2019
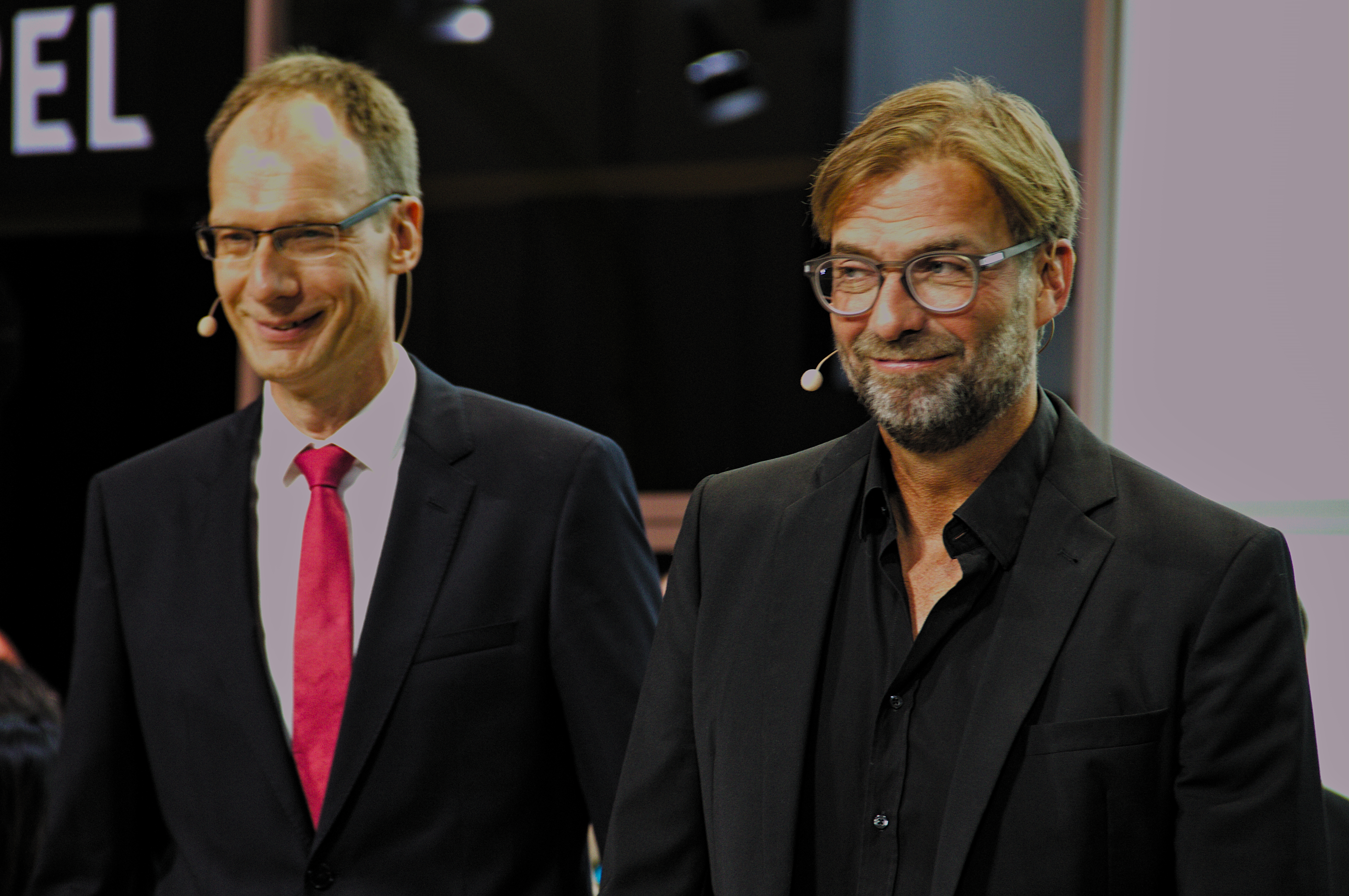
Michael Lohscheller và Jürgen Klopp
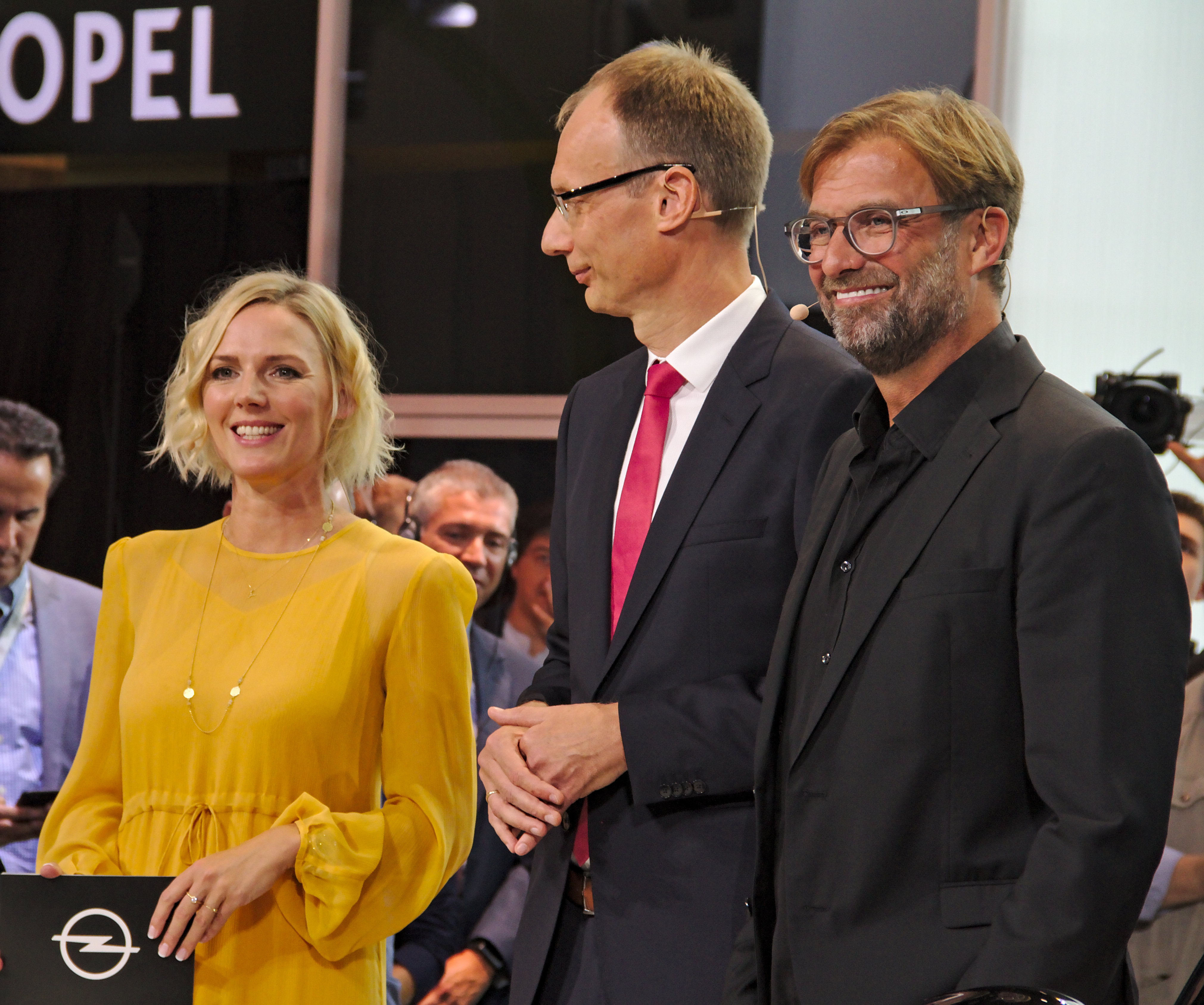
Yvonne Ransbach, M. Lohscheller và J. Klopp